# José Domingo Vildoza
José Domingo Vildoza (Ipizca, Catamarca; 4 de abril de 1799 - Catamarca; septiembre de 1870) fue un militar argentino que participó en las guerras civiles y se desempeñó brevemente como gobernador de la Provincia de Catamarca.
Para 1825 ya era teniente. Hacia noviembre de ese año tuvo su primera misión importante, al escoltar al coronel Lamadrid desde Catamarca hasta Tucumán. El entonces gobernador catamarqueño Manuel Antonio Gutiérrez había convencido al militar unitario de intervenir el gobierno tucumano. Lamadrid, que se encontraba en la región para reclutar soldados en la guerra contra el Brasil, aceptó y partió con 14 hombres al mando de Vildoza. Finalmente, derrocaron al gobernador de Tucumán, Javier López, que fue reemplazado por el coronel Lamadrid.
Mientras tanto, casó el 12 de noviembre de 1827 con doña Eulalia Ares.
Durante el gobierno de José Cubas, fue designado comandante militar de un departamento en la Coalición de 1840 contra Juan Manuel de Rosas. Siguió subiendo en los escalafones militares hasta que ya coronel, encabezando los departamentos de Alto y Ancaste, se pronunció por los vencedores de la Batalla de Pavón. Alcanzó el grado de general en 1862.
Hacia 1862 ejercía el gobierno de la provincia, el gobernador interino Moisés Omill. Poco después fue elegido constitucionalmente Ramón Rosa Correa, cuyo juramento sería el 25 de mayo de ese año. Sin embargo, el 8 de mayo Omill vetó la ley sancionada por la legislatura y continuó en el poder. Correa protestó y consiguió el apoyo del general Vildoza, comandante general de la Sierra y de los comandantes Melitón Córdoba, de Santa María y Luis Quiroga de Andalgalá, los cuales concertaron sus tropas en Chiflón.
Omill envió al sargento mayor Estafio Maturana, que terminó derrotando a Vildoza en Chiflón, al pie de la cuesta del Portezuelo, el 1 de julio.
Luego Omill delegó el poder en su hermano Juan Bautista Omill y salió a campaña, logrando batir el 5 de julio en Sunampa a sus otros rivales, Córdoba y Quiroga. El 10 de agosto Omill se hizo elegir gobernador constitucional pero en la noche del 17 al 18 de ese mes, un golpe inesperado terminaría con su poder.
En efecto, doña Eulalia Ares, al frente de un grupo de señoras, tomó por asalto el Cabildo, sorprendiendo a la pequeña guardia que dormía tranquilamente. De acuerdo al historiador Jacinto R. Yabén, “Omill fugó en paños menores, con los pantalones en la mano; y doña Eulalia organizó en la mañana siguiente un plebiscito que designó gobernador provisional a don Pedro Cano”. Mientras esperaban a Ramón Correa y José Domingo Vildoza, refugiados en Santiago del Estero, Eulalia Ares fue dictadora durante 10 horas.
Aunque Vildoza también se destacó luchando contra las montoneras del Chacho Peñaloza en 1863, recién alcanzaría el gobierno de Catamarca en 1866 (desde el 29 de septiembre hasta el 10 de noviembre) por delegación del gobernador constitucional Melitón Córdoba, quien salió a hacer una gira por los departamentos. En junio del mismo año secundó a Córdoba en el derrocamiento de Víctor Maubecín.
Murió en Catamarca en 1870.